# Церковь Благовещения в Аркажах
Церковь Благове́щения в Аркажа́х ( церковь Благовещения на Мячине) — недействующий православный храм в Великом Новгороде на южном берегу озера Мячино рядом с дорогой в Юрьев монастырь.

## История церкви
Построена в 1179 году архиепископом Новгородским Иоанном (Ильёй) и его братом Григорием (Гавриилом), как считается, к 10-летнему юбилею победы новгородцев над суздальским войском. По данным летописи, строительство было закончено за 70 дней, а согласно легенде, отражённой в «Повести о Благовещенской церкви», средства для завершения строительства были доставлены чудесным конём, принёсшем братьям два «чомоданьца» с золотом и серебром.
В 1189 году по заказу Григория, ставшего к этому времени архиепископом, храм был расписан фресками.
Церковь входила в состав Благовещенского монастыря, основанного Иоанном и Гавриилом одновременно с храмом.
Несмотря на название, храм не принадлежал возникшему позже Аркажскому монастырю. Дополнение к имени получил благодаря близлежащей деревне Аркажи.
Церковь горела в 1386 году. В XVI веке своды, купол и верхняя треть стен обвалились. Церковь была восстановлена в 1680-х годах. Во второй половине XVIII века монастырь был упразднён, церковь стала приходской. В дальнейшем неоднократно перестраивалась.
Памятник был отреставрирован в 1959—1961 годах (проект архитектора Леонида Красноречьева) в основном в формах XVII века. При этом раскрыты некоторые элементы первоначальной архитектуры.
Фрески долгое время были скрыты под побелкой и поздними записями. Реставрация и раскрытие фресок начались в 1930 году и были продолжены в 1936, 1944, 1946—1948 и 1966—1969 годах. В 1993 году удалены последние участки записи. Сохранность росписи в основном посредственная.
Во время оккупации Новгорода в 1941—1944 годах церковь была занята немецкими войсками под конюшню и сенной склад. Часть фресок была уничтожена, а оставшиеся покрыты плотным слоем копоти и грязи.
В 2009 году на фасадах были проведены малярно-штукатурные работы, заменена кровля и покрытие купола. Очередной этап реставрации закончен в 2015 году.
Церковь является музейным объектом и входит в состав Новгородского объединённого музея-заповедника (НГОМЗ). В 2016 году храм открыт для посещения и экскурсий.

## Архитектура
Церковь Благовещения на Мячине стала первым в Новгороде храмом нового типа, сформировавшегося в середине XII века в Ладоге и отразившего появление новых заказчиков — бояр, высшего духовенства, уличанских объединений. Эти храмы отличались большей компактностью и простотой в сравнении с княжескими соборами предыдущего периода. Храмы стали меньше по размеру, вместо обширных хоров — второй ярус, занимающий лишь западную треть храма и разделённый на три части с двумя палатками на сводах по углам. На второй ярус вела лестница, размещённая в толще западной стены. Внешний декор фасадов практически отсутствовал. В Новгороде новый тип храма представлен также церквями Петра и Павла на Синичьей горе и Спаса на Нередице.

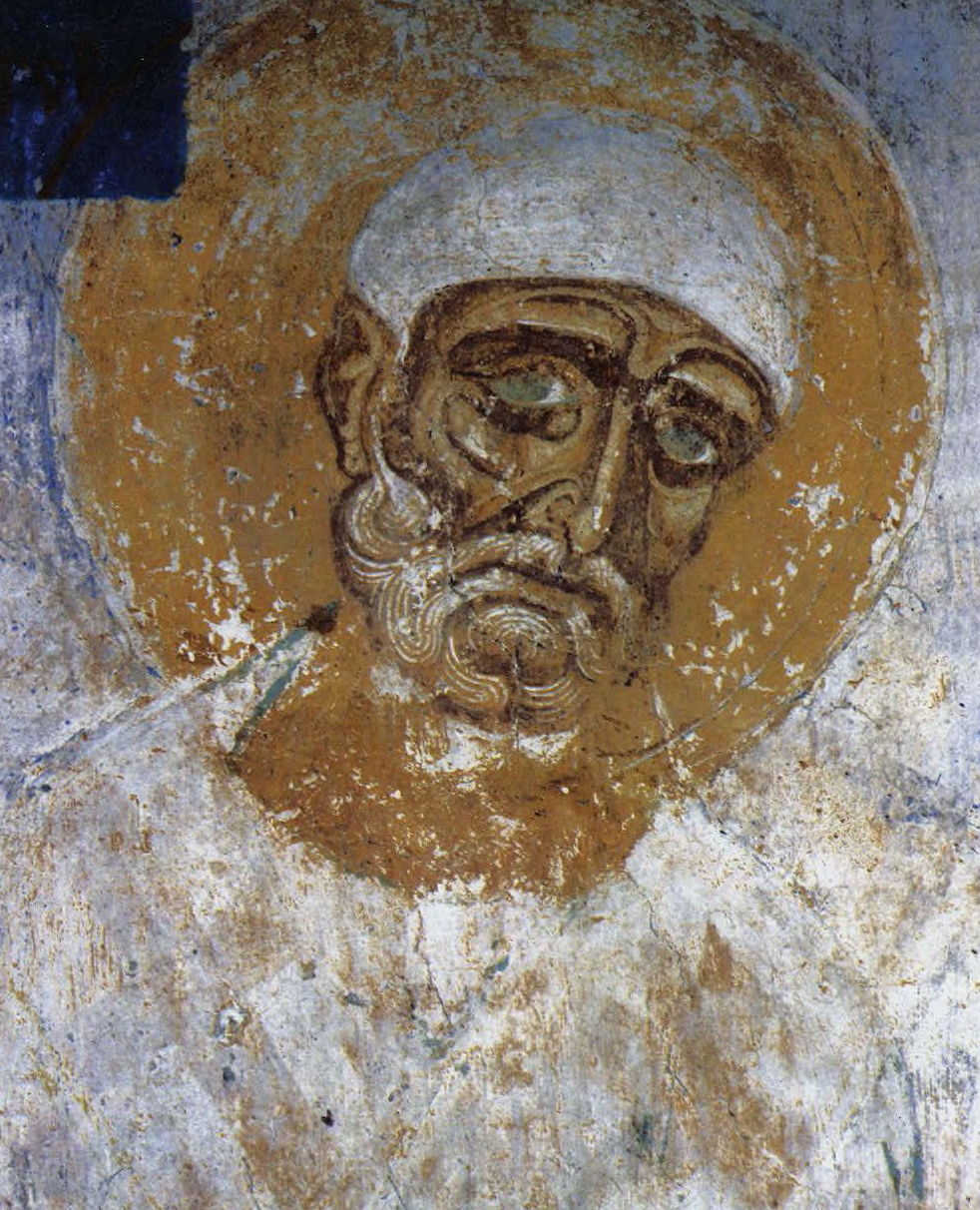
Святитель. Деталь фрески «Служба святых отцов». Алтарная апсида

Церковь Благовещения представляет собой четырёхстолпную трёхапсидную однокупольную постройку. Боковые апсиды отделены от основного объёма стеной с арками. Стены снаружи расчленены плоскими лопатками, а внутри лопаток нет. Стены и столбы выполнены в нижней части из чередующихся рядов известняка и плинфы, в верхней части — из плинфы. С запада к церкви примыкал несохранившийся притвор.
От первоначального облика храма сохранилась лишь нижняя часть. В XII веке фасады завершались полуциркульными закомарами, кровля была посводной. При восстановлении в XVII веке устроено восьмискатное покрытие, установлен барабан меньшего диаметра, хоры и угловые палатки второго яруса были уничтожены, часть окон заложена, а часть пробита на новом месте. Западная стена храма была полностью разобрана и переложена. Три апсиды храма сохранились не на всю их первоначальную высоту. При восстановлении были также растёсаны и украшены наличниками оконные проёмы. В северо-западном углу был отгорожен придел святителя Феоктиста архиепископа Новгородского.
Роспись храма выполнена в характерной манере новгородской художественной школы того времени с использованием яркой палитры и резкого контурного рисунка. Фрагментарно сохранились фрески восточной части храма: алтаря, жертвенника, диаконника и небольших участков наоса. В алтаре представлена многофигурная композиция «Служба святых отцов», в жертвеннике — цикл фресок, посвящённых детству Богородицы, и композиция «Семь спящих отроков эфесских», в диаконнике — сюжеты из жития Иоанна Предтечи.
Вокруг церкви расположено небольшое кладбище. Рядом с южной апсидой находится общая могила архимандрита Фотия и графини Орловой-Чесменской, останки которых верующие перенесли после вскрытия в 1930-х годах их гробниц в Юрьевом монастыре.